# Thursania decocta
Thursania decocta is een vlinder uit de familie van de spinneruilen (Erebidae). De wetenschappelijke naam van de soort is voor het eerst geldig gepubliceerd in 1913 door William Schaus. Het is de typesoort van het geslacht Thursania dat eveneens in 1913 werd beschreven door Schaus.